# Walter Long
Pour les articles homonymes, voir Long.
Walter Huntley Long, né le 5 mars 1879 à Nashua, New Hampshire, (États-Unis), et mort le 4 juillet 1952 à Los Angeles, Californie, (États-Unis), est un acteur de genre dans les films des années 1910.

## Biographie

### Service militaire
Walter Long participa à la Première Guerre mondiale ainsi qu'à la Seconde Guerre mondiale et a atteint le digne grade de lieutenant-colonel avant de recevoir une décharge honorable à la fin de la Seconde Guerre.

### Sa propre pièce de théâtre
En 1915, Walter Long écrit une sorte de pièce de théâtre intitulée « Dat Famous Chicken Debate », dans laquelle les représentants de « l'Université de l'Afrique » et du « Bookertea College », dont le langage est mutilé, mènent un débat pour savoir si oui ou non, voler un poulet est considéré comme un crime pour une personne noire. Le débat, une parodie à peine déguisée d'un face-à-face entre Booker T. Washington et W. E. B. Du Bois, se termine avec un avertissement qui dit que si les noirs ne respectent pas les lois des hommes blancs, ils risquent d'être lynchés.

### Vie privée
Au début de sa carrière cinématographique, Long fut marié à Luray Huntley, une des actrices travaillant pour la société de D. W. Griffith. Elle est décédée en 1919 à l'âge de 28 ans, en raison de l'épidémie de grippe espagnole.

### Décès
L'acteur est décédé d'une crise cardiaque en regardant un feu d'artifice au Los Angeles Memorial Coliseum, lors de la fête nationale des États-Unis, le 4 juillet.

## Carrière

### Implication avec D. W. Griffith

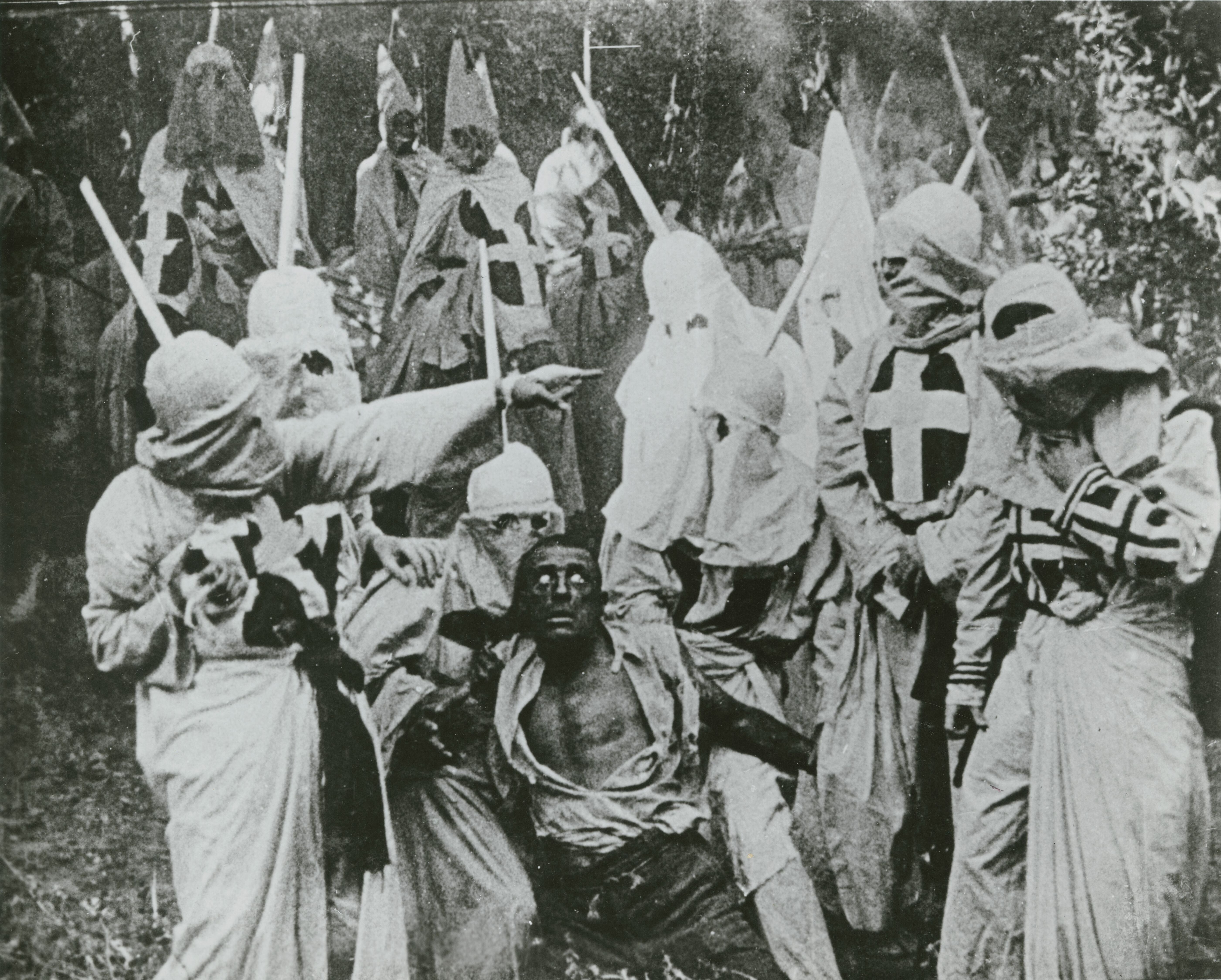
Dans Naissance d'une nation (1915), les membres du Ku Klux Klan martirisent Gus, un homme noir dont les traits appartiennent à Walter Long, méconnaissable grâce au procédé du « blackface ».

Walter Long est apparu dans de nombreux films de D. W. Griffith, parfois en détenant des rôles plus ou moins importants, notamment dans Naissance d'une nation (1915), où il interprète Gus, un afro-américain maltraité. L'acteur a réussi à changer de couleur de peau en utilisant un procédé de maquillage qui en anglais s'appelle « blackface ». Long a également tourné dans Intolérance (1916), film muet qui met en scène l'actrice Lillian Gish.

### Apparitions chez Laurel et Hardy
Long est surtout connu pour ses rôles de méchants comiques dans de nombreux films de Laurel et Hardy, réalisés dans les années 1930.

## Filmographie partielle
- 1912 : The Painted Lady de D. W. Griffith
- 1912 : Cœur d'apache (The Musketeers of Pig Alley), de D. W. Griffith
- 1914 : The Escape de D. W. Griffith
- 1915 : Jordan Is a Hard Road d'Allan Dwan : l'agent
- 1915 : Naissance d'une nation de D. W. Griffith : Gus
- 1915 : The Outlaw's Revenge de Christy Cabanne
- 1915 : Little Marie de Tod Browning
- 1916 : Daphne and the Pirate de Christy Cabanne
- 1916 : Intolérance de D. W. Griffith : Le mousquetaire des bidonvilles
- 1916 : Jeanne d'Arc de Cecil B. DeMille : Le bourreau
- 1916 : Unprotected de James Young
- 1917 : The Golden Fetter d'Edward LeSaint : McGill
- 1917 : The Cost of Hatred de George Melford : Jeff Politico
- 1917 : La Petite Américaine (The Little American) de Cecil B. DeMille : Capitaine allemand
- 1917 : Les Conquérants de Cecil B. DeMille : Taloc
- 1919 : Chasing Rainbows de Frank Beal
- 1919 : An Adventure in Hearts de James Cruze
- 1919 : Le Secret de l'or (Desert Gold) de T. Hayes Hunter
- 1920 : Le Système du Docteur Ox (Go and Get It) de Marshall Neilan et Henry Roberts Symonds
- 1920 : The Fighting Shepherdess d'Edward José et Millard Webb
- 1920 : Excuse My Dust de Sam Wood
- 1921 : The Fire Cat de Norman Dawn
- 1921 : Le Cheik de George Melford : Omair
- 1922 : Arènes sanglantes de Fred Niblo : Plumitas
- 1922 : Le Repentir (Shadows) : Daniel Gibbs
- 1922 : Omar the Tentmaker de James Young
- 1922 : La Dictatrice (My American Wife) de Sam Wood : Gomez
- 1923 : La Terre a tremblé (The Shock) de Lambert Hillyer : Le Capitaine
- 1923 : Desire : Bud Reisner
- 1923 : The Huntress de John Francis Dillon et Lynn Reynolds
- 1923 : Quicksands de Jack Conway
- 1924 : L'Intrépide amoureux de Paul Sloane : Bull Malarkey
- 1924 : Wine de Louis Gasnier
- 1925 : Sa vie (The Lady), de Frank Borzage
- 1925 : Bobbed Hair d'Alan Crosland
- 1925 : Soul-Fire de John S. Robertson
- 1926 : West of Broadway de Robert Thornby
- 1927 : Sur la piste blanche (Back to God's Country) d'Irvin Willat
- 1929 : La Garde noire (The Black Watch) de John Ford : Harrim Bey
- 1930 : Moby Dick (Moby Dick) de Lloyd Bacon
- 1931 : Le Faucon maltais de Roy Del Ruth : Miles Archer
- 1931 : Sous les verrous (Pardon Us) de James Parrott : Le Tigre
- 1931 : Sea Devils de Joseph Levering : Johnson, le 1er lieutenant
- 1932 : Stan boxeur (Any Old Port!) de James W. Horne : Mugsie Long
- 1934 : Les Jambes au cou (Going Bye-Bye!) de Charley Rogers : Butch
- 1934 : Le Bateau hanté (The Live Ghost) de Charley Rogers
- 1934 : Les Amants fugitifs (Fugitive Lovers) de Richard Boleslawski
- 1935 : Émeutes (Frisco Kid) de Lloyd Bacon
- 1936 : The Bold Caballero de Wells Root : un garde
- 1937 : On demande une étoile (Pick a Star) de Edward Sedgwick : Bandit
- 1937 : Le Petit Bagarreur (Hoosier Schoolboy) de William Nigh : Riley
- 1941 : City of Missing Girls (en) d'Elmer Clifton : Officier Larkin
- 1948 : No More Relatives de Hal Yates : Joe